# 율렌카
《율렌카》(러시아어: Юленька)는 2009년작 러시아의 스릴러 영화이다.

## 출연진
- 마라트 바샤로프 - 안드레이 벨로프
- 다리야 발라바노바 - 율리야 마옙스카야
- 디아나 시파크
- 옥사나 라브렌티예바
- 알렉산드라 디흐네
- 안나 카주치츠
- 이리나 쿱첸코